# You’d Be So Nice to Come Home To
«You’d Be So Nice to Come Home To» — популярная песня, написанная Коулом Портером для фильма 1943 года «Есть о чем кричать», где её исполнили Джанет Блэр и Дон Амичи. Песня была номинирована на премию «Оскар» за лучшую оригинальную песню в 1943 году, но проиграла песне «You’ll Never Know».
Дина Шор записала эту песню в 1942 году, сделав её хитом. В 1943 году Фрэнк Синатра включил эту песню в свой репертуар. Благодаря ему она стала популярным джазовым стандартом свинга, а затем и современного джаза. Песню также записывали Хелен Меррилл с Клиффордом Брауном, Кэннонболл Эддерли, Арт Пеппер, Бинг Кросби и Розмари Клуни, Нина Симон и Джули Лондон.